# Puclice
Puclice (deutsch Putzlitz) ist eine Gemeinde in Tschechien. Sie liegt 19 Kilometer nordöstlich von Domažlice und gehört zum Okres Domažlice.

## Geographie
Puclice befindet sich im Pilsener Hügelland am Ufer des Baches Laškov, der etwa drei Kilometer weiter östlich bei Staňkov in die Radbuza mündet.
Der Laškov-Bach bildet in der Mitte von Puclice einen Dorfweiher.

## Nachbargemeinden
Die Nachbargemeinden (im Uhrzeigersinn) sind: Bukovec, Čečovice, Štichov, Staňkov, Křenovy, Horšovský Týn.
| Horšovský Týn 9 km | Bukovec 5 km                                | Čečovice, Štichov 7 km |
| Horšovský Týn 9 km | Kompassrose, die auf Nachbargemeinden zeigt | Staňkov 7 km           |
| Horšovský Týn 9 km | Horšovský Týn 9 km                          | Křenovy 2 km           |

## Geschichte
1379 wurde Puclice erstmals erwähnt. Es war Bestandteil der Herrschaft der nahegelegenen Burg Lacembok.
Das Gut Puclice gehörte 1456 den Brüdern Tobias und Stephan von Šlovice (deutsch: Schlewitz). Bei der Visitation des Kreises Horšovský Týn 1654 und 1655 wurde Puclice im Gegensatz zu allen umliegenden Dörfern als wirtschaftlich einigermaßen in Ordnung beurteilt. Zu Puclice gehörten in dieser Zeit auch Křenovy (deutsch: Kschenowa) und Šlovice (deutsch: Schlewitz). In der Steuerrolle des Jahres 1656 wurde Šlovice als zum Gut Puclice gehörig aufgeführt. Auch 1789 wird Šlovice als zum Allodialgut Puclice gehörig erwähnt.

## Geschichte der Feste Puclice

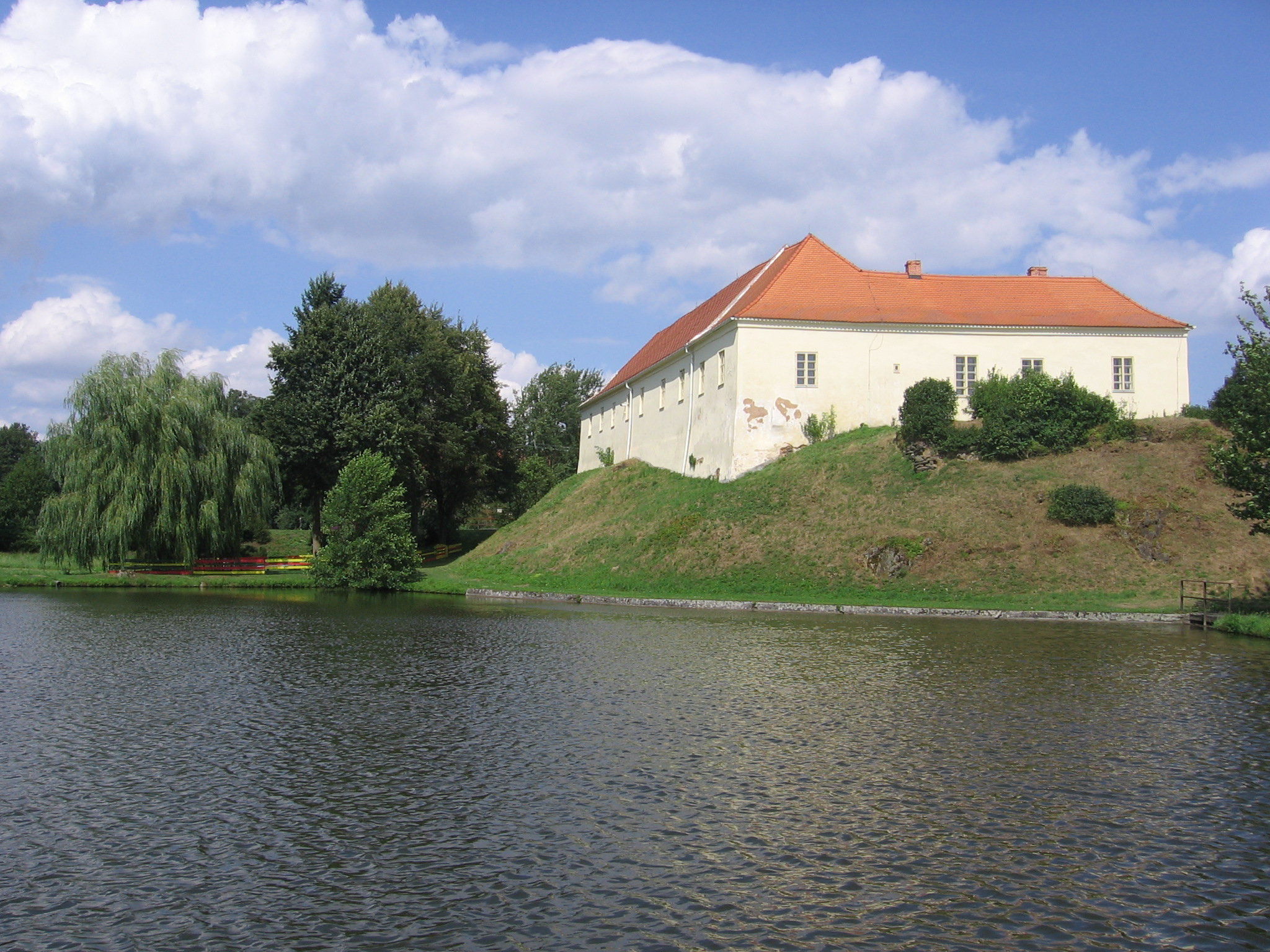
Schloss Puclice

Die heute noch bestehende Feste wurde Ende des 14. Anfang des 15. Jahrhunderts zunächst aus Holz gebaut. Sie gehörte Bušek aus dem Geschlecht Bohuchvald von Hradek.
Ende des 15. Jahrhunderts baute das adlige Geschlecht der Šlovický von Šlovic die Feste im Stil der Renaissance um und bewohnte sie bis Ende des 17. Jahrhunderts.
Dann wurde die Feste an Jaroslav Hora von Ocelovic verkauft. Dieser machte daraus ein Schloss im Barockstil. Es blieben jedoch Reste des ursprünglichen Holzbaus im Westflügel erhalten.
Über die Familie Širntyngár ging die Feste an das Geschlecht der Trauttmansdorff, die sie zusammen mit dem Dorf Puclice in ihren Besitz Horšovsky Týn (Bischofteinitz) eingliederten.
1998 bis 2004 wurde die Feste restauriert und dient heute als Rathaus, Amt, Kindergarten, öffentliche Bücherei, Versammlungsraum und Museum.

## Gemeindegliederung
Die Gemeinde Puclice besteht aus den Ortsteilen und Katastralbezirken Doubrava (Dobrowa), Malý Malahov (Kleinmallowa) und Puclice.

## Sehenswürdigkeiten
- Am Dorfweiher von Puclice liegt eine Feste, die im 15. Jahrhundert gebaut wurde. Im 18. Jahrhundert wurde sie zu einem dreiflügeligen Schloss erweitert, welches barocke Malereien enthält.
- Ebenfalls am Dorfweiher steht eine Maria-Magdalena-Kapelle.
- Südwestlich von Puclice befindet sich der im 18. Jahrhundert gegründete jüdische Friedhof Puclice.
- Am Feldweg zum Strachotiner Wald nördlich von Puclice befindet sich eine Nepomuk-Figur.
- Bei einem Wäldchen westlich des Ortes steht ein Feldkreuz.[9]